# Lento (canção de Thalía)
"Lento" é uma música da cantora mexicana Thalía e da dupla cubana Gente de Zona, contida no décimo quarto álbum de estúdio de Thalía, Valiente. Foi lançado pela Sony Latin como o terceiro single do álbum em 27 de setembro de 2018.

## Vídeo musical
O vídeo do Lento foi lançado no mesmo dia da música. Mostra Thalía escapando dos paparazzi e dançando em uma festa na praia com Gente de Zona.

## Desempenho nas paradas musicais
| Tabela musical (2018)                        | Maior posição |
| -------------------------------------------- | ------------- |
| Bolívia (Monitor Latino)                     | 10            |
| Chile (Monitor Latino)                       | 16            |
| El Salvador (Monitor Latino)                 | 5             |
| Espanha (PROMUSICAE)                         | 88            |
| Estados Unidos (Billboard Tropical Airplay)  | 4             |
| Estados Unidos (Billboard Latin Pop Airplay) | 30            |
| Guatemala (Monitor Latino)                   | 16            |
| Honduras (Monitor Latino)                    | 15            |
| Hungria (Single Top 40)                      | 17            |
| México (Monitor Latino)                      | 4             |
| México (Billboard Mexican Espanol Airplay)   | 12            |
| México (Billboard Mexico Airplay)            | 39            |

| Tabela musical (2018)                                  | Maior posição |
| ------------------------------------------------------ | ------------- |
| México (Monitor Latino)                                | 86            |
| Estados Unidos (Billboard Tropical Digital Song Sales) | 20            |